# Massimo Girotti
Massimo Girotti (Mogliano, 18 mei 1918 - Rome, 5 januari 2003) was een Italiaans acteur. Hij speelde de rol van Spartacus in de film Spartaco, internationaal uitgebracht onder de naam Sins of Rome.

## Filmografie
- Una romantica avventura (1940)
- Dora Nelson (1940)
- La famiglia Brambilla in vacanza (1941)
- Le due tigri (1941)
- I pirati della Malesia (1941)
- La corona di ferro (1941)
- Tosca (1941)
- Un pilota ritorna (1942)
- Apparizione (1943)
- Ossessione (1943)
- Harlem (1943)
- La carne e l'anima (1945)
- I dieci comandamenti (1945)
- La porta del cielo (1945)
- Desiderio (1946)
- Un giorno nella vita (1946)
- Natale al campo 119 (1947)
- Preludio d'amore (1947)
- Caccia tragica (1947)
- Fatalità (1947)
- Gioventù perduta (1948)
- Molti sogni per le strade (1948)
- Anni difficili (1948)
- Fabiola (1949)
- In nome della legge (1949)
- Altura (1949)
- Cronaca di un amore (1950)
- Benvenuto, reverendo! (1950)
- Duello senza onore (1951)
- Clandestino a Trieste (1951)
- Persiane chiuse (1951)
- Nez de cuir (1952)
- Roma ore 11 (1952)
- Il tenente Giorgio (1952)
- L'amour d'une femme (1953)
- Un marito per Anna Zaccheo (1953)
- Sul ponte dei sospiri (1953)
- Ai margini della metropoli (1953)
- Spartaco (1953)
- Senso (1954)
- La tua donna (1954)
- Il segreto delle tre punte (1954)
- I quattro del getto tonante (1955)
- Marguerite de la nuit (1955)
- Vortice (1955)
- Disperato addio (1955)
- La Venere di Cheronea (1957)
- La bestia humana (1957)
- Souvenir d'Italie (1957)
- Saranno uomini (1957)
- Dimentica il mio passato (1957)
- La trovatella di Pompei (1957)
- Cesta duga godinu dana (1958)
- Le notti dei Teddy Boys (1959)
- La cento chilometri (1959)
- Lupi nell'abisso (1959)
- Giuditta e Oloferne (1959)
- Asphalte (1959)
- Erode il grande (1959)
- I giganti della Tessaglia (Gli argonauti) (1960)
- Lettere di una novizia (1960)
- I cosacchi (1960)
- Cavalcata selvaggia (1960)
- Romolo e Remo (1961)
- Venere imperiale (1962)
- Oro per i Cesari (1963)
- Mafia alla sbarra (1963)
- Il giorno più corto (1963)
- Idoli controluce (1965)
- La fabuleuse aventure de Marco Polo (1965)
- Il re (1965)
- La tua giovinezza (1965)
- El misterioso señor Van Eyck (1966)
- La felicità domestica (1966)
- La volpe e le camelie (1966)
- Abramo Lincoln - Cronaca di un delitto (1967)
- Le streghe (episode La strega bruciata viva (1967)
- Teorema (1968)
- Medea (1969)
- Krasnaya palatka (1969)
- Le sorelle (1969)
- Scusi, facciamo l'amore? (1969)
- Il mio corpo con rabbia (1972)
- Ultimo tango a Parigi (1972)
- Gli orrori del castello di Norimberga (1972)
- La coppia (1973)
- L'ultima chance (1973)
- Les voraces (1973)
- Il bacio (1974)
- Mark il poliziotto spara per primo (1975)
- The Suspicious Death of a Minor (1975)
- Cagliostro (1975)
- L'agnese va a morire (1976)
- Monsieur Klein (1976)
- L'innocente (1976)
- Un reietto delle isole (1980)
- Passione d'amore (1981)
- Vento notturno (1982)
- Ars amandi (1983)
- The Berlin Affair (1985)
- La Bohème (1988)
- Il cuore di mamma (1988)
- La Révolution française (1989)
- Mademoiselle Ardel (1990)
- Rebus (1990)
- Dalla notte all'alba (1992)
- Dall'altra parte del mondo (1992)
- Estasi (1993)
- L'amore dopo (1993)
- Il mostro (1994)
- Gioco da vecchi (1995)
- Un bel di' vedremo (1997)
- Sunset in Venice (1999)
- Senso di colpa (2000)
- Der Kardinal - Der Preis der Liebe (2000)
- La finestra di fronte (2003)

## Televisieseries
- Cime tempestose (1956)
- Paura per Janet (1963)
- I promessi sposi (1967)
- Jekyll (1969)
- Il segno del comando (1971)
- Die unfreiwilligen Reisen des Moritz August Benjowski (1975)
- Alle origini della mafia (1976)
- L'ultimo aereo per Venezia (1977)
- Ricatto internazionale (1978)
- Poco a poco (1980)
- Cinéma 16 (1981)
- Christopher Columbus (1985)
- Quo Vadis? (1985)
- Der Ochsenkrieg (1987)